# Cancillería

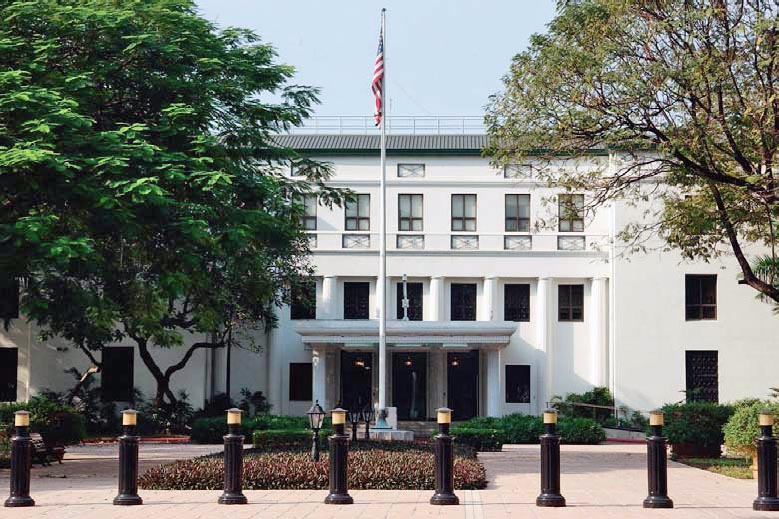
El edificio de la Cancillería de la Embajada de Estados Unidos en Manila a lo largo del Bulevar Roxas (anteriormente Bulevar Dewey) en ermita (Manila).

Cancillería es como se designa o denomina en los países Hispanohablantes al local donde se encuentran las oficinas de la Misión Diplomática o el Consulado. También se puede usar el término para una oficina especial que se encuentra dentro de las embajadas, legaciones o consulados.
Antiguamente, la cancillería real era el despacho u órgano destinado a registrar, expedir y sellar los documentos reales. El funcionario principal de la misma o secretario del rey se llamaba "canciller". Este oficio data de Constantino el Grande.
En algunos países de América (México, por ejemplo), la cancillería es el Ministerio de Relaciones Exteriores y su titular es llamado "canciller".[cita requerida]

## Historia
En el estudio de la Diplomática se conoce así al servicio administrativo especializado en la redacción de diplomas o actas diversas así como de la copia que los distintos reinos medievales europeos organizaban para su gobierno.

## España
También recibe el nombre de cancillería el oficio propio del canciller.
- En León y Castilla, desde Alfonso VII, año 1128.
- En Navarra, desde Teobaldo I, a mediados del siglo XIII.
- En Aragón, desde Jaime I, siglo XIII, la Cancillería Real, donde además de un canciller existían un vicecanciller, un protonotario y un guardasellos.

### León y Castilla
A partir del siglo XII, en el Reino de Castilla y León, la complicación administrativa y la diferenciación de las funciones del órgano consultivo de la Curia regia, además de la creación del Consejo Real, motivó también que en la Corte se organizara una oficina especial centralizada encargada de la emisión de los diferentes documentos reales, además de la guarda del sello del Rey, utilizado para autentificar los documentos.
Durante el siglo XII, la Cancillería regia estaba dirigida por un canciller, que era un obispo, al frente de los diversos oficiales que la integraban.
En la Baja Edad Media, los diversos oficios palatinos que integraban la Cancillería se fueron transformando en dignidades más bien honoríficas: Canciller Mayor, uno en León y otro en Castilla; pero también en otros más efectivos: Canciller Mayor del Rey, Canciller Mayor de la Reina y Canciller Mayor del sello de la puridad.

## Argentina
En la República Argentina, el nombre Cancillería Argentina o, normalmente, Cancillería, da nombre al Ministerio de Relaciones Exteriores, Comercio Internacional y Culto. Asimismo, el jefe con mayor autoridad del ministerio es el canciller.

## Bolivia
En Bolivia, la Cancillería es el Ministerio de Relaciones Exteriores de Bolivia, y el Secretario de Estado es denominado canciller.

## Chile
En Chile, la Cancillería es el Ministerio de Relaciones Exteriores, y el ministro de Relaciones Exteriores es denominado canciller.

## Colombia
En Colombia, la Cancillería es el Ministerio de Relaciones Exteriores, y el ministro de Relaciones Exteriores es denominado canciller.

## El Salvador
En El Salvador, el Ministerio de Relaciones Exteriores recibe el título de Cancillería, entendiéndose con esto a la institución misma y/o sus instalaciones. El ministro de Relaciones Exteriores, igualmente, es denominado Canciller.

## Honduras
En Honduras, la Cancillería es la Secretaría de Relaciones Exteriores, y el Secretario de Relaciones Exteriores también recibe el tratamiento de Canciller.

## Perú
En Perú, la Cancillería es el Ministerio de Relaciones Exteriores, y el ministro de Relaciones Exteriores es denominado Canciller.

## Venezuela
En la República Bolivariana de Venezuela, la Cancillería es el Ministerio del Poder Popular para Relaciones Exteriores (MPPRE) de la Nación venezolana, siendo el ocupante de este cargo el Jefe o Jefa de la Diplomacia del país, bajo las instrucciones del Presidente Ejecutivo de la República. Su primer antecedente fue el Ministerio de Asuntos de Extranjeros durante el Gobierno del Libertador Simón Bolívar.
La actual sede de la Cancillería venezolana es la antigua sede del gobierno ejecutivo, la Casa Amarilla en Caracas.

## Iglesia católica
Durante la Edad Media, la Cancillería Pontificia de su Corte, conocida desde el siglo XI, se encargaba de registrar, expedir y sellar los documentos papales.
En la actualidad, el cargo de Canciller, se debe a la relación entre el Gobierno Nacional, Regional, Provincial o Comunal con las respectivas diócesis donde éstas se ubican.